# Беннигсен, Эммануил Павлович
Граф Эммануи́л Па́влович Бе́ннигсен (1875—1955) — русский общественный деятель и политик, член Государственной думы 3-го и 4-го созывов от Новгородской губернии.

## Биография

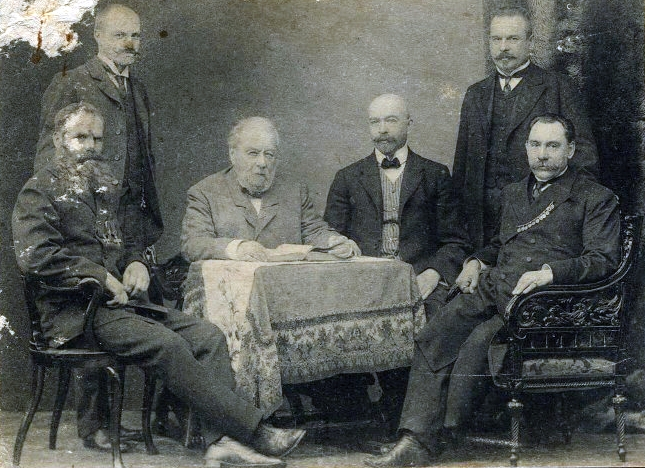
Члены III Государственной думы от Новгородской губернии. Граф Э. П. Беннигсен — крайний слева, стоит.

Православный. Из потомственных дворян Новгородской губернии. Землевладелец Старорусского уезда (600 десятин).
Сын титулярного советника графа Павла Александровича Беннигсена (1845 — 6.02.1919, Петроград) и Александры Карловны фон-Мекк (1850—1920). Младший брат Адам — гвардейский офицер.
В 1896 году окончил Императорское училище правоведения с золотой медалью и занесением имени на мраморную доску, и начал службу кандидатом на судебные должности при Московской судебной палате. Однако уже через год был избран старорусским уездным предводителем дворянства, в связи с чем оставил службу по Министерству юстиции. Пробыл в должности предводителя дворянства два трехлетия (1897—1903). Кроме того, избирался гласным Старорусского уездного и Новгородского губернского земских собраний, а также почетным мировым судьей Старорусского уезда. По его инициативе в уезде было введено всеобщее начальное обучение.
В 1903 году перешел на должность чиновника особых поручений при финляндском генерал-губернаторе Н. И. Бобрикове, после убийства последнего служил чиновником особых поручений V класса при Главном управлении землеустройства и земледелия.
В русско-японскую войну состоял уполномоченным, а затем членом Главного управления Красного Креста в Маньчжурии.
Затем избирался гласным Санкт-Петербургской городской думы и почетным мировым судьей Санкт-Петербурга, был председателем городской больничной комиссии и заместителем председателя городской думы (1908—1911). Дослужился до чина действительного статского советника (1916), имел придворный чина камергера (1912). Входил в Совет Волжско-Камского банка.
В 1907 году был избран членом Государственной думы от Новгородской губернии. Входил во фракцию «Союза 17 октября», был товарищем председателя фракции. Состоял секретарем комиссии по судебным реформам, докладчиком по проекту государственной росписи доходов и расходов и по финляндскому вопросу, председателем комиссии по городским делам (до 1909), а также членом комиссий: о государственной обороне, по направлению законодательных предположений и о неприкосновенности личности.
В 1911 году вошел в Главное управление Российского Общества Красного Креста, а с 1913 состоял членом Романовского комитета и Комитета попечительства о трудовой помощи.
В 1912 году был переизбран в члены Государственной думы от Новгородской губернии съездом землевладельцев. Входил во фракцию октябристов, был товарищем председателя фракции. После её раскола входил в группу земцев-октябристов, был товарищем председателя группы (4—5-я сессии). Состоял секретарем комиссии по военным и морским делам, председателем комиссий по составлению проекта всеподданнейшего адреса и по городским делам (до 1916), а также членом комиссии по судебным реформам. Входил в Прогрессивный блок.
С началом Первой мировой войны состоял помощником главноуполномоченного Красного Креста при армиях Северо-3ападного фронта (июль—август 1914), с 20 августа 1914 — особоуполномоченным при 9-й армии, а позднее — главноуполномоченным на Западном фронте (до осени 1916).
После Февральской революции работал в комиссии Временного комитета Государственной думы по принятию задержанных военных и высших чинов. С 12 марта 1917 года состоял представителем Красного Креста в Центральном комитете по делам военнопленных, с 29 марта — комиссаром ВКГД и Временного правительства по попечительству о трудовой помощи. В мае—июле 1917 года выезжал в скандинавские страны по вопросам интернирования русских военнопленных.
В 1919 году состоял при Северо-Западной Армии, затем эмигрировал во Францию. В 1920 году участвовал в совещании членов Государственного совета и Государственной думы в Париже. Жил в Курбевуа, Париже и Биаррице. С 1920 года был членом Главного управления РОКК в Париже и организованного при нем Комитета помощи русским беженцам. В январе 1920 года, в качестве представителя Красного Креста, участвовал в создании Делового комитета в Париже, был избран товарищем председателя комитета. В 1924 году вошел в Русский эмигрантский комитет, в 1927 году — в Совет Союза русских дворян. В 1926 году был делегатом Российского зарубежного съезда в Париже от Франции. В 1933 году в Каннах стал учредителем и председателем Русского общества взаимного кредита на Ривьере.
Был масоном. Посвящён в масоны в 1920 году в парижской ложе «Космос» № 343 (Великой ложи Франции). Один из организаторов русского масонства в эмиграции. Был членом-основателем лож «Астрея» № 500 и «Северное сияние» № 523 (ВЛФ), хранителем архива и печати ложи «Астрея» (1925), руководителем капитула «Астрея» (1926). Масон 33° ДПШУ с 1931 года.
В 1933 году переехал в Бразилию. С 1935 года состоял членом Комитета кассы правоведов. Сотрудничал в журнале «Иллюстрированная Россия». Мемуарист.
Умер в 1955 году.

## Семья
Жена — Екатерина Платоновна Охотникова (1880—1972), дочь действительного статского советника П. М. Охотникова и Александры Геннадьевны Невельской, дочери адмирала Г. И. Невельского.
Дети:
- Анна Эммануиловна Беннигсен (1901—1933, США; погибла в автокатастрофе)
- Марина Эммануиловна Беннигсен (1908—1993, Бразилия).
  - Внук — Георгий Сергеевич Швахгейм (1926—2012). Потомки Эммануила Павловича Беннигсена живут в Бразилии.

В течение многих лет Э. П. Бенниген писал воспоминания. «Записки» охватывают период с 1880-х годов по 1955 год. Большая часть «Записок» посвящена работе в Государственной Думе, а также в качестве уполномоченного Красного Креста. Вторая часть — жизнь самого автора и русской эмиграции в Дании, во Франции, а затем и в Бразилии.
В 1975 году Марина Эммануиловна передала в СССР (в Дом-музей Чайковского) первую часть воспоминаний отца, а через год привезла в СССР вторую часть.

## Сочинения
- К вопросу о пересмотре законодательства о крестьянах. — Санкт-Петербург, 1912.
- J. Pravdivy La Russie et la Finlande. — Копенгаген, 1918.
- Quelques chiffres concernant la question des nationalités en Russie. — Копенгаген, 1918.
- Первые дни революции 1917 года // Возрождение. — Париж, 1954. № 33.
- Беннигсен Э.П. Записки / В 2-х томах. — М.: Изд-во Сабашниковых, 2018. — 768+696 с.